# ريتشارد جوزيف كوكي
ريتشارد جوزيف كوكي (بالإنجليزية: Richard Joseph Cooke)‏ هو عالم عقيدة أمريكي، ولد في 1853، وتوفي في 1931.